# Boulton Paul P.32
Le Boulton Paul P.32 est un prototype de bombardier britannique, qui a volé en 1931. Il n'a abouti à aucune production en série.

## Origine
Le Ministère de l'Air émet en 1927 la spécification B.22/27 pour un bombardier trimoteur à longue portée. Le P.32 est la réponse de Boulton Paul à cette demande, à laquelle s'intéressait aussi De Havilland avec son DH.72, d'une configuration très similaire. Le P.32 est de construction entièrement métallique, chose encore relativement rare à cette date.

## Abandon
Ni le P.32 ni son concurrent ne seront produits en série. Le développement a rencontré de nombreuses difficultés et retards, en partie en raisons de changements multiples au cahier des charges. Boulton Paul comptait utiliser le moteur Bristol Mercury, mais le ministère impose le Bristol Jupiter moins coûteux mais moins performant. Un défaut majeur de la conception du P.32 est la position du moteur central, juste au-dessus du poste de pilotage ouvert du copilote. Il n'y avait qu'une marge de 22 cm entre les extrémités des pales de l'hélice et le sommet du casque d'un copilote de taille moyenne. Un copilote qui aurait tenté de se lever à l'atterrissage avant l'arrêt total du moteur, ou aurait voulu faire un signe au personnel au sol pendant que l'hélice tournait, s'exposait à un risque motel. Le projet est finalement abandonné.